# Lidový dům (Karlovy Vary)
Lidový dům, zkráceně „liďák“ je kulturní dům v karlovarské městské části Stará Role. Slouží k pořádání kulturních akcí, koncertů a plesů. Jedná se o jediný funkční kulturní dům v Karlových Varech pro konání těchto akcí.

## Historie
Podle letopočtu na schodech u vchodu do sálu lze datovat založení do roku 1912. Při rekonstrukci v roce 2010 byly schody zbroušeny a letopočet také. Ve 20. století se používal sál k promítání na Mezinárodním filmovém festivalu Karlovy Vary. Kapacita ani stav sálu to v posledních desetiletích neumožňovala.

## Rekonstrukce

### I. Etapa

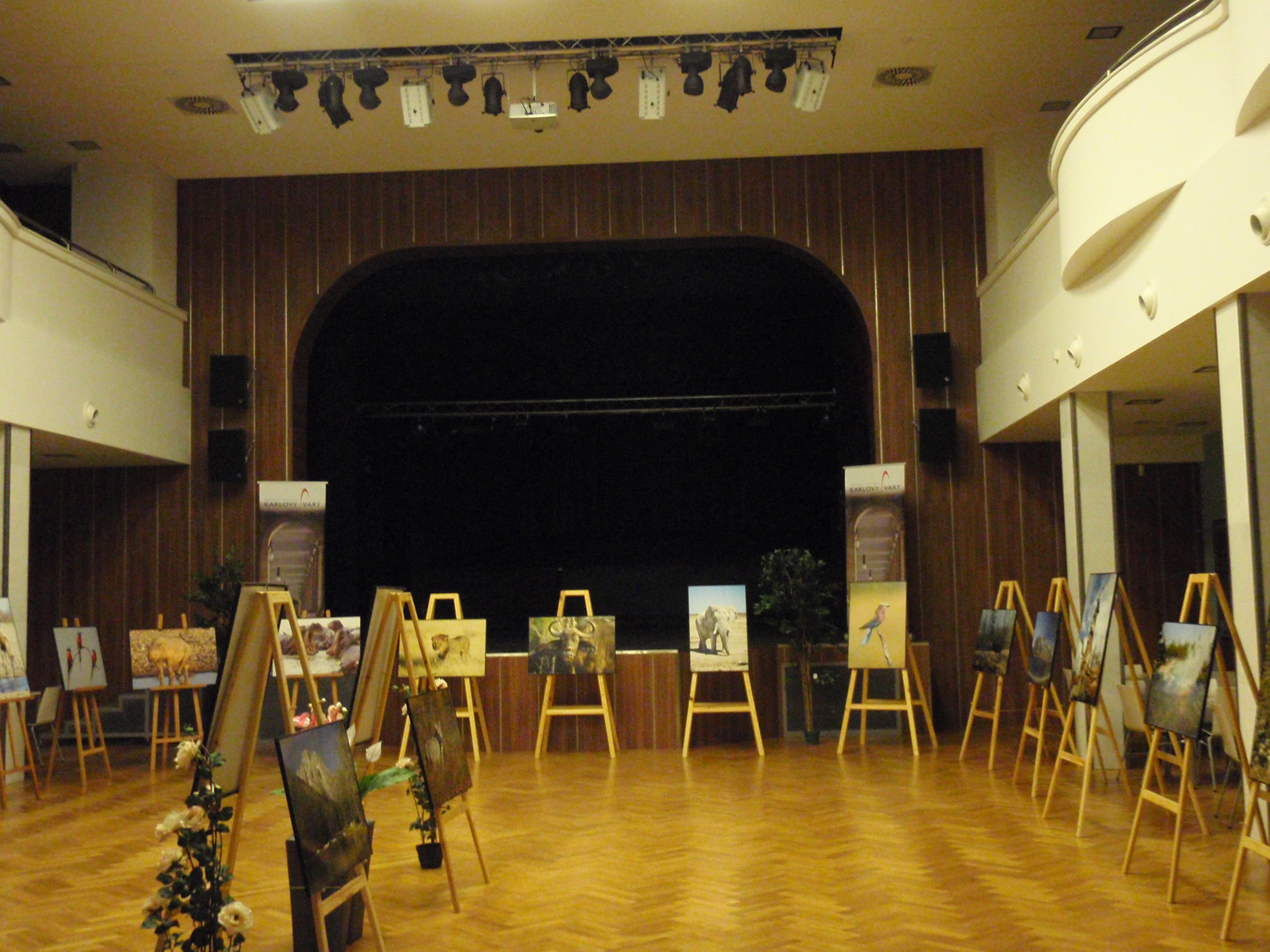
Opravený sál

V roce 2010 byla dokončena I. etapa rekonstrukce interiérů hlavního sálu, zázemí, sociálních zařízení, dvou bufetů a části oken  Slavnostní otevření proběhlo 9. října 2010. Byla pořízena nová audiovizuální technika s filmovým plátnem. Díky tomuto vybavení se počítá s využitím sálu při filmovém festivalu.[zdroj⁠?!] Kulturní dům po rekonstrukci bude provozovat město dokud nenajde vhodný soukromý subjekt.

## Další etapy
V dalších třech etapách se chystá zateplení budovy a nová střecha. Čeká se na vyřešení prostor bývalého kinosálu, který už léta chátrá a město si s ním neví rady.